# Laurussia
 (octobre 2018).

La Laurussia au début du Dévonien.

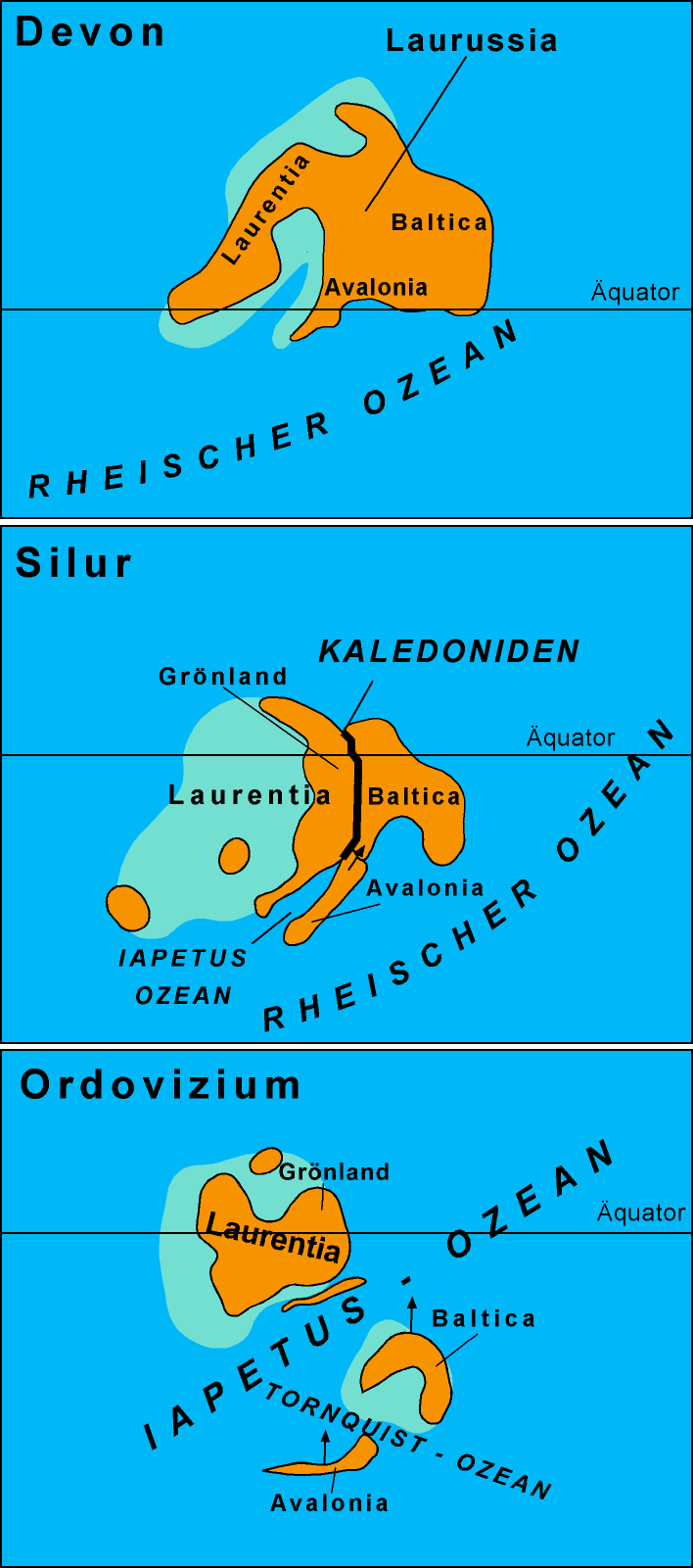
Positions d'Avalonia, Baltica et Laurentia, de l'Ordovicien jusqu'au Dévonien.

La Laurussia, continent des vieux grès rouges ou Euramérique, était un supercontinent qui s'est formé au Silurien à la suite de la collision de Laurentia, de Baltica et d'Avalonia (orogenèse calédonienne). Il comprenait les actuelles Amérique du Nord et Europe du Nord et de l'Est.
Après sa formation, la poussée du Gondwana au sud qui est le moteur de l'orogène varisque (formation des chaînes de montagnes hercyniennes) à la fin du Dévonien fracture la Laurussia le long de la chaîne calédonienne, et la partie est du continent glisse vers le nord dans un processus de faille coulissante. Ces failles sont aujourd'hui visibles en Écosse (le Great Glen, dans lequel se trouve le Loch Ness), ou encore à Terre-Neuve. Ce phénomène de glissement s'arrête au Carbonifère. La collision avec la Sibérie-Kazakhstania à l'Est (au Permien) parachève la formation de la Pangée. 
Au Crétacé, la Laurussia, alors partie intégrante de la Laurasia, se fracture lors de l'ouverture de l'Atlantique, suivant plus ou moins le système de faille qui l'avait affaiblie au Dévonien.
La Laurussia tire son nom de « continent des vieux grès rouges » des grès de couleur rouge, dus a la forte présence d'oxyde de fer, dans les strates du Dévonien en Amérique du Nord et dans le nord de l'Europe, ce qui indique qu'une grande partie du continent était émergée.